# Albánia címere
Albánia címere a korábbi, Szkander bégig visszaeredeztetett történelmi albán zászló motívumait használja fel: egy vörös színű pajzs, amelyen egy kétfejű sas található. A pajzs felső részén 1998-ban, a nemzetgyűlés határozata alapján Szkander bég, az albán nemzeti hős sisakjának sematikus ábrázolását helyezték el.